# Ōshō
Ōshō (王将?) es uno de los siete títulos del shōgi profesional en Japón. El nombre ōshō significa "rey" (la pieza de shōgi).

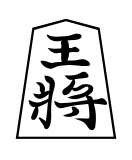
Shogi osho

El competidor es determinado por una ronda preliminar de tres fases que comprenden una primera eliminatoria, una segunda eliminatoria y una liguilla. Siete de los participantes en la liguilla son los cuatro mejores de la liguilla del año anterior y los tres mejores de la segunda eliminatoria. El jugador que gane más partidas en la liguilla pasará a ser el competidor.
El campeonato tiene lugar en fin de cada año, el final - entre enero y marzo de año seguido.
El primer jugador que gane cuatro partidas (de un máximo de siete) en el campeonato se convertirá en el nuevo poseedor del título Ōshō. Hasta 1964, cuando se producía un margen de tres victorias (3-0 o 4-1), entonces el campeón (es decir, el nuevo poseedor del título Ōshō) estaba ya decidido y en el resto de las partidas del campeonato se jugaba con handicap, eliminando una de las dos lanzas del campeón al principio de cada partida.

## Ōshō honorífico
El Ōshō honorífico ("Eisei-Ōshō" = Ōshō Perpetuo) es el título otorgado a un jugador que haya ganado el campeonato diez veces.
Poseedores del Ōshō Honorífico
- Yasuharu Ōyama
- Yoshiharu Habu